# Levelock
Levelock (Central Yupik: Liivlek) ist ein Ort und ein census-designated place (CDP) im Lake and Peninsula Borough in Alaska. Das U.S. Census Bureau hatte bei der Volkszählung 2020 eine Einwohnerzahl von 69 ermittelt.

## Geographie
Levelock befindet sich im Südwesten von Alaska am rechten Flussufer des Kvichak River 30 km oberhalb dessen Mündung ins Beringmeer. Der Ort liegt 48 km nordnordwestlich von King Salmon, 92 km östlich von Dillingham sowie 445 km südwestlich von Anchorage. Nahe gelegene Orte sind Naknek, knapp 40 km südsüdwestlich, sowie Igiugig, knapp 60 km ostnordöstlich. Am nördlichen Ortsrand von Levelock befindet sich der Flugplatz Levelock. In der näheren Umgebung befinden sich die Schutzgebiete Alagnak Wild and Scenic River Corridor und Katmai National Park and Preserve. 

## Geschichte
Levelock war in der Vergangenheit und ist noch heute ein Dorf mit einer gemischten indigenen Bevölkerung, Alutiiq und Yupik. Beim Zensus 1890 tauchte der Ort erstmals als „Kvichak“ auf. Im Jahr 1900 baute die North Alaska Salmon Company eine Konservenfabrik in Levelock. Eine Schmalspurbahn beförderte Lachs von der anderen Konservenfabrik der Gesellschaft, die flussabwärts nahe der Mündung des Kvichak River lag, nach Levelock. Die Konservenfabrik war bis 1936 in Betrieb, als Änderungen im Flusslauf des Kvichak River deren Weiterbetrieb verhinderten. Im Jahr 1937 brannte die Fabrik ab. Holz wurde aus der Konservenfabrik geborgen, um damit Häuser in Levelock zu errichten. Eine erste Schule wurde 1930 eröffnet, ein Postamt im Jahr 1939. Während den frühen 1950er Jahren war eine weitere Konservenfabrik in Betrieb. Levelock wurde 1980 ein census-designated place. Heute lebt die Gemeinde vom kommerziellen Fischfang und von Subsistenzwirtschaft. 

## Demografie
Zum Zeitpunkt der Volkszählung im Jahre 2020 (U.S. Census 2020) hatte Levelock 69 Einwohner auf einer Landfläche von 43,32 km². Von den Einwohnern waren einer weiß sowie 65 amerikanisch-indianischer Abstammung. Beim Zensus 2000 lebten 122 Einwohner in Levelock, 2010 waren es 69.